# Єдлінська Уляна Ярославівна
Уля́на Яросла́вівна Єдлі́нська (7 червня 1924, м. Хирів, тепер Самбірського району Львівської області — 9 грудня 2016, м. Львів) — український мовознавець, кандидат філологічних наук з 1956 року, дійсний член НТШ з 1992 року. Досліджувала проблеми історії української мови, лексикографії, археографії.

## Біографія
Закінчила 1949 року Львівський державний університет імені Івана Франка. Протягом 1949—1972 років працювала в системі АН УРСР — спочатку у Львівському відділі Інституту мовознавства, з 1951 року — в Інституті суспільних наук (Львів). У 1974—1989 роках — науковий співробітник, завідувач відділу публікацій Центрального державного історичного архіву України (Львів). З 1989 року — старший науковий співробітник відділу української мови Інституту суспільних наук (тепер Інститут українознавства імені І. Крип'якевича НАН України, Львів).

## Праці
- «Питання історичного синтаксису української мови. На матеріалі листів Богдана Хмельницького» (1961).
- «Польсько-український словник» (т. 1—2, 1958—1960; у співавторстві).
- «Словник староукраїнської мови XIV—XV ст.» (т. 1—2, 1977—1978; у співавторстві).
- «Короткий тлумачний словник української мови» (1978—1988; у співавторстві).
- Словник староукраїнської мови XIV—XV ст.: У 2 т. / Укл.: Д. Г. Гринчишин, У. Я. Єдлінська, В. Л. Карпова, І. М. Керницький, Л. М. Полюга, Р. Й. Керста, М. Л. Худаш. — К.: Наукова думка, 1977—1978. — Т. 1—2.
- Історія Львова в документах і матеріалах / Упорядн.: У. Я. Єдлінська, Я. Д. Ісаєвич, О. А. Купчинський, О. А. Кірсанова, Я. С. Лялька, Ф. І. Стеблій, С. М. Трусевич, Л. С. Федоришин. Ред. кол.: М. В. Брик (відп. ред.), Н. Ф. Врадій, Я. Д. Ісаєвич, С. А. Макарчук, Л. М. Мінаєва, Ф. І. Стеблій (заст. відп. ред.), М. П. Тесленко. АН Української РСР. Інститут суспільних наук; Центральний державний історичний архів УРСР у м. Львові; Державний архів Львівської області. — К.: Наукова думка, 1986.

## Пам'ять
До 100-річчя з дня народження Уляни Єдлінської Мовознавча комісія НТШ 21 березня 2024 провела у Львові пам'ятні читання, на яких з доповідями виступили Роман Голик, Ганна Войтів, Іван та Галина Сварник, Зоряна Купчинська, Ольга Кровицька та Андрій Содомора.

## Нагороди
- Орден княгині Ольги ІІІ ступеня (23 жовтня 2001) — за вагомий особистий внесок у розвиток історичної науки, дослідження і збагачення духовної спадщини українського народу[1].